# Cytomegalovirus

Schemazeichnung eines Virions der Gattung Cytomegalovirus (CMV)

Die Gattung Cytomegalovirus (deutsch auch Zytomegalievirus) umfasst derzeit sechs klassifizierte Virusspezien aus der Familie Orthoherpesviridae. Der Gattungsname entstammt der früheren Typspezies, dem Humanen Cytomegalievirus, das bei einer Infektion zu mikroskopisch charakteristischen, vergrößerten Zellen führen kann. Dabei kommt es zu einer Volumenzunahme des Zellplasmas und zu typischen Einschlusskörperchen im Plasma wie auch im Zellkern. Innerhalb der Subfamilie der Betaherpesvirinae zeichnen sich die Mitglieder der Gattung Cytomegalovirus durch ein besonders großes Virusgenom von mehr als 200.000 Basenpaaren aus.

## Biologische Bedeutung
Cytomegaloviren infizieren ausschließlich Säugetierzellen, sie wurden bislang nur bei Primaten als natürliche Wirte isoliert. Die Viren sind streng wirtsspezifisch, so dass eine Übertragung von Cytomegaloviren auf andere Spezies nicht möglich ist. Die Primärinfektion erfolgt über Schmierinfektion, wobei die Speicheldrüsenzellen den ersten Vermehrungsort darstellen. Im Verlauf werden Lymphozyten infiziert, was zu einer Mononukleose-ähnlichen Erkrankung von wenigen Tagen Dauer führen kann. Wie bei allen Herpesviren führt die Primärinfektion zu einer lebenslangen Persistenz des Virus, im Falle der Cytomegaloviren in Speicheldrüsenzellen und Lymphozyten.

## Systematik
Spezies und Viren der Gattung sind mit Stand 7. Mai 2024 wie folgt:
Gattung Cytomegalovirus
- Spezies Cytomegalovirus aotinebeta1 mit

Aotines Herpesvirus 1 (en. Aotine betaherpesvirus 1, AoHV-1, AoBHV1) alias Nachtaffen-Herpesvirus 1 (en. Owl monkey cytomegalovirus, OMCMV)
- Spezies Cytomegalovirus cebinebeta1 mit

Cebines Herpesvirus 1 (en. Cebine betaherpesvirus 1, CbHV-1, CbBHV1) alias Kapuzineraffen-Herpesvirus 1 (en. Capuchin monkey cytomegalovirus, CMCMV)
- Spezies Cytomegalovirus cercopithecinebeta5 mit

Cercopithecines Herpesvirus 5 (en. Cercopithecine betaherpesvirus 5, CeHV-5, CeBHV5) alias Affen-Cytomegalievirus (en. Simian cytomegalovirus, SCMV)  – Grüne Meerkatzen
- Spezies Cytomegalovirus humanbeta5 mit

Humanes Herpesvirus 5 (en. Human betaherpesvirus 5, HHV-5, HuBHV5) alias Humanes Cytomegalievirus(en. Human cytomegalovirus, HCMV)
- Spezies Cytomegalovirus macacinebeta3 mit

Makaken-Herpesvirus 3 (en. Macacine betaherpesvirus 3, McHV-3, McBHV3) alias Cercopithecines Herpesvirus 3 (CeHV-3); Rhesus-Cytomegalievirus (en. Rhesus cytomegalovirus, RhCMV)
- Spezies Cytomegalovirus macacinebeta8 mit

Makaken-Herpesvirus 8 (en. Macacine betaherpesvirus 8, McHV-8, McBHV8) alias  Cercopithecines Herpesvirus 8 (en. Cynomolgus macaque cytomegalovirus) – Javaneraffen
- Spezies Cytomegalovirus mandrillinebeta1 mit

Mandrill-Herpesvirus 1 (en. Mandrilline betaherpesvirus 1, Drill monkey cytomegalovirus, MdBHV1)
- Spezies Cytomegalovirus paninebeta2 mit

Panines Herpesvirus 2 (en. Panine betaherpesvirus 2, PnHV-2, PnBHV2) alias 'Schimpansen-Herpesvirus 4, Pongines Herpesvirus 4 (PoHV-4), Schimpansen-Cytomegalievirus 2 (en. Chimpanzee cytomegalovirus, CCMV)
- Spezies Cytomegalovirus papiinebeta3 mit

Papiines Herpesvirus 3 (en. Papiine betaherpesvirus 3, PaHV-3, PaBHV3) alias Pavian-Herpesvirus 3; Anubispavian-Cytomegalievirus (en. Olive baboon cytomegalovirus, BCMV)
- Spezies Cytomegalovirus papiinebeta4 mit

Papiines Herpesvirus 4 (en. Papiine betaherpesvirus 4, PaHV-4, PaBHV4) alias Pavian-Herpesvirus 4; Bärenpavian-Cytomegalievirus (en. Chacma baboon cytomegalovirus)
- Spezies Cytomegalovirus saimiriinebeta4 mit

Saimiriine Herpesvirus 4 (en. Saimiriine betaherpesvirus 4, SaHV-4, SaBHV4) alias Totenkopfaffen-Cytomegalievirus (en. Squirrel monkey cytomegalovirus, SMCMV)
- Spezies „Aotine Herpesvirus 2“ (AoHV-2) mit Nachtaffen-Herpesvirus 2
- Spezies „Aotus nancymaae cytomegalovirus“ – Nancy-Ma-Nachtaffen
- Spezies „Aotus vociferans cytomegalovirus“ – Spix-Nachtaffen
- Spezies „Pan paniscus cytomegalovirus 1“ – Bonobo-Cytomegalievirus 1
- Spezies „Pan paniscus cytomegalovirus 2“ – Bonobo-Cytomegalievirus 2

Vom ICTV noch nicht bestätigte Vorschläge nach der NCBI-Taxonomie sind in Anführungszeichen gelistet (Auswahl).
Die früher der Gattung zugeordneten Spezies Murines Cytomegalievirus 1, 2 und 8 bei Mäusen und Ratten werden aktuell als Muromegalovirus muridbeta1, M.  muridbeta2 und M. muridbeta8 der Gattung Muromegalovirus zugeordnet.